# Carlo Boccassi
Carlo Boccassi (Alessandria, 27 maggio 1901 – Alessandria, 27 novembre 1990) è stato un politico e partigiano italiano.

## Biografia
Proveniente da una famiglia borghese, si iscrive alla facoltà di medicina, e nel 1923 entra in contatto con il movimento del neonato Partito Comunista d'Italia. Laureatosi nel 1927 svolge la professione, come da tradizione familiare, fino al 1941, quando viene chiamato alle armi per partecipare al conflitto col grado di capitano. Attivo negli anni come organizzatore del Soccorso Rosso, aderisce dopo l'8 settembre 1943 alla Resistenza italiana. Membro delle brigate Garibaldi attive nel Monferrato e nell'Alessandrino, viene arrestato il 2 aprile del 1945 e condannato a morte. Liberato dagli alleati, viene nominato vice-prefetto di Alessandria, carica che abbandona alla caduta del Governo Parri. 
Viene eletto al Senato dalla I alla IV legislatura, facendo parte del gruppo comunista a Palazzo Madama dal 1948 al 1968.
Muore a 89 anni nel novembre 1990.